# أغنية الطريق الصغير (فلم)
أغنية الطريق الصغير (باللغة البنغالية: Pather Panchali) فيلم دراما هندي باللغة البنغالية لعام 1955، كتبه وأخرجه ساتياجيت راي، وأنتجته حكومة ولاية البنغال الغربية. الفيلم مبني على رواية بيبوتبهوشان بانديوبادياي البنغالية لعام 1929 التي تحمل الاسم نفسه وهو أول إخراج للمخرج ساتياجيت راي. توقف الإنتاج بسبب مشاكل التمويل واستغرق الأمر ما يقرب من ثلاث سنوات حتى يكتمل الفيلم. تم تصوير الفيلم بشكل أساسي في الموقع، وكان بميزانية محدودة، وظهر في الغالب ممثلين هواة، وكان طاقم التصوير عديم الخبرة. قام عازف السيتار الشهير رافي شانكار بتأليف الموسيقى التصويرية للفيلم. يعرض الفيلم صورة من حياة الصبي «آبو»، ويتبع ذلك فلمين آخرين لتكتمل ثلاثية تعرض تسلسل حياة بطل هذا الفيلم.
أجمع النقاد على أن فيلم «أغنية الطريق الصغير» هو نقطة تحول في السينما الهندية، حيث كان من بين الأفلام التي كانت رائدة في حركة السينما الموازية، التي اعتنقت الأصالة والواقعية الاجتماعية. كان أول فيلم من الهند المستقلة يجتذب اهتمامًا دوليًا كبيرًا، وفاز بجائزة «الهند الوطنية للفيلم» لأفضل فيلم روائي طويل في عام 1955، وجائزة أفضل وثيقة بشرية في مهرجان كان السينمائي لعام 1956، والعديد من الجوائز الأخرى، مما جعل المخرج ساتياجيت راي أبرز صانعي الأفلام، وغالبًا ما يتم يصنف الفيلم في قوائم أعظم الأفلام التي تم إنتاجها على الإطلاق.

## طاقم التمثيل
| - كانو بانيرجي: هاريهار روي - كارونا بانيرجي: سارباجايا روي - سوبير بانيرجي: ابوربا روي (آبو) - رونكي بانيرجي: دورجا روي (طفل) - أوما داسغوبتا: دورجا روي (مراهق) | - تشانيبالا ديفي: اندير - تكرون: العمة العجوز - تولسي تشاكرابورتي: براسانا (مدرس بالمدرسة) - هارين بانيرجي: تشينباس |

## أحداث الفيلم
تدور أحداث الفيلم في نيشينديبور، في ريف البنغال، في العقد الأول من القرن العشرين، حيث يعيش هاريهار روي، ويكسب رزقه الضئيل ككاهن بوجاري، لكنه يحلم بوظيفة أفضل كشاعر وكاتب مسرحي. تعتني زوجته سارباجايا بأطفالهما، دورجا وأبو، وابن عم هاريهار المسن، إندير ثاكرون. تستاء سارباجايا بسبب مواردهم المحدودة، كما تستاء من العجوز إندير الذي غالبًا ما يسرق الطعام من مطبخها الخالي بالفعل. يصبح استهزاء سارباجايا مسئ في بعض الأحيان، مما يجبر إندير على اللجوء مؤقتًا إلى منزل قريب آخر. تحب الفتاة دورجا العجوز إندير وغالبًا ما تعطيه بعض الفاكهة التي تسرقها من بستان الجار الثري. في أحد الأيام، تتهم زوجة الجيران دورجا بسرقة عقد من الخرز (وهو ما تنفيه دورجا) وتلقي باللوم على سارباجايا. تهتم دورجا بالصبي آبو بعاطفة أمومية، ولكنها لا تدخر أي فرصة لمضايقته. يتشاركون معًا أفراح الحياة البسيطة: الجلوس بهدوء تحت شجرة، ومشاهدة الصور في السيرة الذاتية للبائع المتجول، والركض خلف رجل الحلوى الذي يمر عبر القرية، ومشاهدة الجاترا (المسرح الشعبي) التي تؤديها فرقة من الممثلين. يسعدون كل مساء بصوت صافرة قطار بعيد. يهربوا من المنزل في أحد الأيام، لإلقاء نظرة على القطار، ليكتشفوا إندير ميتًا عند عودتهم. يسافر هاريهار إلى المدينة بحثًا عن وظيفة أفضل، بسبب عدم قدرته على كسب لقمة العيش في قريته، ويوعد سارباجايا بأنه سيعود بالمال لإصلاح منزلهم المتهدم. تغرق الأسرة أكثر في هوة الفقر أثناء غيابه، ويزداد شعور سربجايا بالوحدة والمرارة. في أحد الأيام أثناء موسم الرياح الموسمية، تلعب دورجا أثناء هطول الأمطار لفترة طويلة جدًا، وتصاب بنزلة برد وحمى شديدة. تزداد الحمى سوءًا لعدم توفر الرعاية الطبية الكافية، وفي ليلة ممطرة مع رياح عاصفة، تموت دورجا. يعود هاريهار إلى منزله ويبدأ في إظهار سربجايا البضائع التي جلبها من المدينة، ولكن سربجايا، التي تظل صامتة، تنهار عند قدمي زوجها، ويصرخ هاريهار حزينًا عندما يكتشف أنه فقد ابنته. تقرر الأسرة مغادرة منزل أجدادهم، وعندما يبدأوا في حزم أمتعتهم، يعثر آبو على القلادة التي أنكرت دورجا سرقتها في وقت سابق. يقذف آبو القلادة في البركة، ويغادر القرية مع والديه على عربة تجرها الثيران.

## استقبال الفيلم
صدر الفيلم في كلكتا في 26 أغسطس 1955، وتلقى استجابة أولية ضعيفة، ولكن بسبب كثرة الأحاديث عن الفيلم، بدأت العروض تمتلئ في غضون أسبوع أو أسبوعين. تم افتتاحه مرة أخرى في سينما أخرى، حيث استمر لمدة سبعة أسابيع. أدى التأخير في الترجمة إلى تأجيل إصدار في المملكة المتحدة حتى ديسمبر 1957. استمر الفيلم في تحقيق النجاح الكبير في الولايات المتحدة في عام 1958، واستمر عرضه لمدة ثمانية أشهر في نيويورك.
حققت الحكومة البنغالية ربحًا قدره 50000 دولار من إصداره الأولي في الولايات المتحدة، وبعد عقود، حقق الفيلم 402.723 دولارًا من إصداره المحدود لعام 2015. يقال أن الفيلم قد حقق 100 مليون يورو من شباك التذاكر حول العالم.
كان استقبال الفيلم في الهند حماسياً. كتبت صحيفة تايمز أوف إنديا: "من السخف مقارنته بأي سينما هندية أخرى... أغنية الطريق الصغير هو سينما بحتة". أعد رئيس الوزراء روي عرضًا خاصًا في كلكتا لرئيس الوزراء جواهر لال نهرو، الذي خرج من المسرح متأثرًا. على الرغم من معارضة البعض داخل حكومات البنغال الغربية والهند بسبب تصويرها للفقر، تم إرسال الفيلم إلى مهرجان كان السينمائي عام 1956 بموافقة نهرو الشخصية. تم عرضه في نهاية المهرجان، بالتزامن مع حفل قدمه الوفد الياباني، ولم يحضره سوى عدد قليل من النقاد. على الرغم من أن البعض كانوا في البداية غير متحمسين لاحتمال وجود ميلودراما هندية أخرى. تم اختيار أغنية الطريق الصغير لاحقًا كأفضل وثيقة بشرية في المهرجان. علق المخرج ليندسي أندرسون بعد عرض مهرجان كان قائلاً إن "باثر بانشالي" يتمتع بجودة تجربة لا تُنسى في نهاية المطاف". منح النقاد في السنوات اللاحقة نقد إيجابي، حيث وصفته مجلة تايم عام 1958 بأنه "ربما يكون أفضل جزء من الفولكلور المصور منذ فيلم "نانوك الشمال Nanook of the North" لروبرت فلاهيرتي". كتبت بولين كايل في كتابها "5001 ليلة في السينما": "جميل، ومضحك أحيانًا، ومليئً بالحب، منح رؤية جديدة للهند إلى الشاشة". اعتبره المخرج والناقد باسل رايت "عملًا فنيًا جديدًا لا جدال فيه". كتب الناقد السينمائي جيمس بيراردينيلي في عام 1996 أن الفيلم "يلامس أرواح وعقول المشاهدين، متجاوزًا الحواجز الثقافية واللغوية". وصف الفيلم فيليب فرينش من صحيفة الأوبزرفر في عام 2006، قائلاً: "واحد من أعظم الأفلام التي تم التقاطها على الإطلاق". لخص المخرج الياباني أكيرا كوروساوا بعد عشرين عامًا من إصدار "باثر بانشالي"، بأنه ذو تأثير ساحق وأشاد بقدرته على إثارة المشاعر العميقة.
لم يكن رد الفعل إيجابياً دائماً، حيث قال المخرج الفرنسي فرانسوا تروفو عند مشاهدة الفيلم: "لا أريد أن أرى فيلمًا عن الفلاحين يأكلون بأيديهم". كتب بوسلي كروثر في عام 1958، وهو الناقد الأكثر تأثيرًا في صحيفة نيويورك تايمز: "أي فيلم فضفاض في الهيكل أو فاتر في الإيقاع مثل هذا الفيلم، سيكون بالكاد كقطعة تم حذفها من أفلام هوليوود"، على الرغم من أنه أشاد بآثار الفيلم الناشئة تدريجيًا وجودته الشعرية. جادلت صحيفة هارفارد كريمسون في عام 1959 بأن طبيعته المجزأة تساهم في الضعف الكبير للفيلم .. في انتشاره العام، وعدم قدرته على جذب الانتباه المستمر، على الرغم من كونه رائعًا، فهو شيء من الأعمال الروتينية". تعرض المخرج راي لانتقادات في أوائل الثمانينيات، من نرجس دوت، البرلمانية والممثلة السابقة، بسبب "تصدير الفقر". كتب داريوس كوبر: "بينما احتفل العديد من النقاد باعتبار الفيلم تأبينًا لثقافة العالم الثالث، انتقده آخرون لما اعتبروه طابعًا رومانسيًا لمثل هذه البيئة".
منح موقع الطماطم الفاسدة الفيلم في عام 2017 تقييم مقداره 98% بناء على آراء 45 ناقد سينمائي، وكتب الإجماع النقدي للموقع: «فيلم يتطلب الصبر ويكافئه بنفس القدر، يقدم المخرج ساتياجيت راي فيلمًا كلاسيكيًا مع ظهوره الأول»، ووصفه المخرج كريستوفر نولان بأنه واحد من أفضل الأفلام التي تم إنتاجها على الإطلاق.

## الجوائز والترشيحات
جائزة الفيلم الوطني الثالث في عام 1955: حصل على جائزة أفضل فيلم روائي طويل وأفضل فيلم روائي بنغالي.
مهرجان كان السينمائي في عام 1956: نافس على جائزة السعفة الذهبية، وحصل على جائزة أفضل وثيقة انسانية، والجائزة الخاصة (OCIC Award).
فاز الفيلم بكثير من الجوائز من مهرجانات الأفلام في جميع أنحاء العالم: جائزة الفاتيكان (روما) - غولدن كارباو Golden Carbao (مانيلا) - دبلوم الاستحقاق (إدنبرة) في عام 1956 - غولدن لوريل سلزنيك لأفضل فيلم (برلين) - البوابة الذهبية لأفضل مخرج وأفضل فيلم (سان فرانسيسكو) عام 1957 - أفضل فيلم (فانكوفر) - جائزة النقاد لأفضل فيلم (ستراتفورد) عام 1958. كما فاز بالعديد من الجوائز لأفضل فيلم بلغة أجنبية: جوائز المجلس الوطني للمراجعة 1958 - مسرح الفنون الأفرو، نيويورك عام 1959 - جائزة كينيما جامبو Kinema Jumpo Award في اليابان عام 1966 -  جائزة بوديل في الدنمارك عام 1969، كما تم ترشيحه لأفضل فيلم في عام 1958، في حفل توزيع جوائز الأكاديمية البريطانية الحادي عشر للأفلام.
أدرجت مجلة المعهد البريطاني للأفلام (سايت أند ساوند Sight & Sound) فيلم «باثر بانشالي» عدة مرات في استطلاعات رأي النقاد لأعظم الأفلام على الإطلاق: المرتبة  11 في عام 1962 – المرتبة 6 في عام 1992 – المرتبة 22 في عام 2002. صنفت المجلة الفيلم في المرتبة 42 في استطلاع رأي النقاد لعام 2012 حول «أفضل 50 فيلمًا في كل العصور»، والمرتبة 48 في استطلاع عام 2012 للنقاد، وفي استطلاع رأي نقاد مماثل أجرته مجلة السينما الآسيوية «سينمايا Cinemaya» في عام 1998، حصل «باثر بانشالي» على المرتبة الثانية كأفضل فيلم على الإطلاق. صنفت مجلة «فيلدج فويس The Village Voice»  الفيلم في المرتبة 12 في قائمة أفضل 250 فيلمًا في القرن في عام 1999، بناءً على استطلاع رأي النقاد.
تم إدراج «باثر بانشالي» في العديد من القوائم الأخرى، بما في ذلك «أفضل مائة فيلم في الذكرى المئوية» للمجلة العالمية تايم أوت في عام 1995 - قائمة صحيفة وقائع سان فرانسيسكو كرونيكل «هوت 100 فيلم من الماضي» في عام 1997 - قائمة مجلة رولينج ستون «100 فيلم مافريك من آخر 100 عام» في عام 1999 - قائمة دليل نيويورك تايمز «لأفضل 1000 فيلم على الإطلاق» في عام 2002 - أفضل خمسين فيلمًا للأطفال على قائمة معهد الفيلم البريطاني في عام 2005، وأيضا على قائمة معهد الفيلم البريطاني لأفضل عشرة أفلام هندية على الإطلاق – قائمة تلفزيون نيودلهي NDTV المحدودة لافضل 20 فيلم هندي – قائمة المحطة الإخبارية الهندية سي ان ان لأعظم 100 فيلم هندي – قائمة الناقد الأمريكي روجر إيبرت لأعظم 100 فيلم في عام 2001 -  قائمة مجلة تايمز لأعظم 100 فيلم في عام 2005.

## روابط خارجية
- مقالات تستعمل روابط فنية بلا صلة مع ويكي بيانات
- أغنية الطريق الصغير (فيلم) على موقع imdb
- أغنية الطريق الصغير (فيلم) على موقع bfi
- أغنية الطريق الصغير (فيلم) على موقع allmovie
- أغنية الطريق الصغير (فيلم) على موقع روتينتوماتو
- أغنية الطريق الصغير (فيلم)
- أغنية الطريق الصغير (فيلم)